# オトメギキョウ
オトメギキョウ（学：Campanula portenschlagiana）はキキョウ科ホタルブクロ属に含まれる植物の一種。花の形状からベルフラワーとも呼ばれる。学名をそのまま読んで、カンパニュラ・ポルテンシュラギアナとも呼ばれる。

## 特徴
ヨーロッパの温暖な地域が原産地の多年草である。横に広がりながら成長する性質があるため、草丈は大きくても10-15㎝ほどど比較的小型の草花で、花色は紫色、薄紫色、白色がある。小さな葉を密集してつけ、4-5月の花期には釣り鐘型の小さい花をたくさん咲かせるので見ごたえがとてもある。この性質から、寄せ植えやグランドカバー（被覆植物）、縁取りなどの用途に利用される。花言葉には「感謝」「誠実」「不変」「楽しいおしゃべり」がある。

## 栽培方法
種子から育てる場合、播種は2-3月に行う。促成栽培されて3月ごろから流通する苗から育てる場合は、水はけと日当たりの良い環境を好むので地植えの際は植える場所に注意する。原産地では石灰質の崖地に好んで自生しているので、植え付け2週間前に苦土石灰を土壌に混ぜ込んでもよい。ただし、この作業は必ず行う必要はない。また、肥沃な土壌を好むため、土に元肥を混ぜておくと成育が良くなる。耐寒性に非常に優れているが、耐暑性、耐湿性には乏しく、花期は株の地際が蒸れて枯れてしまったり、高温障害をおこしやすい。日陰に移動して管理させたり、密になった葉を切り戻して通気性を確保したりなど、管理にが少々必要。寒冷紗などで遮光をして栽培する対策も有効的である。

## 名称について

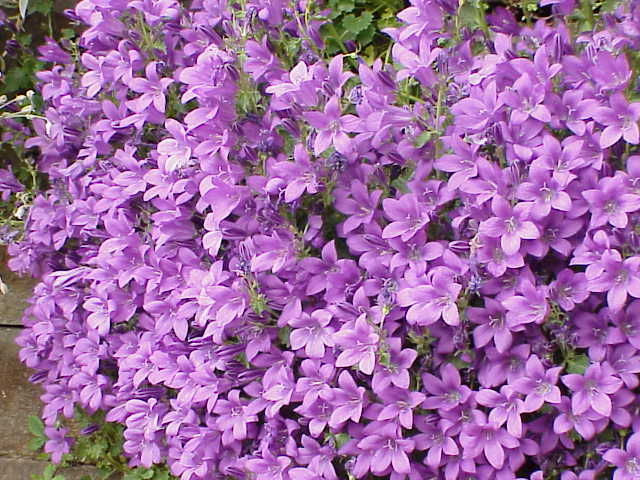
多花性の性質を持つため、花は沢山咲く。

属名のカンパニュラ（Campanula）は、ラテン語で「小さな鐘－Campana」を意味し、本草の花の形状にちなんでいる。種小名のポルテンシュラギアナ（portenschlagiana）は、オーストリアの植物学者もしくは、博物学者のフランツ・フォン・ポルテンシュラーク・レイダーマイヤー(1772–1822)への献名である。和名のオトメギキョウは花がキキョウに似ているが、小ぶりで可愛らしく見えることに由来する。